# Life on a Plate
Life on a Plate är ett musikalbum av det svenska skatepunk-bandet Millencolin, utgivet den 11 oktober 1995 på Burning Heart och i USA den 26 mars 1996.

## Låtlista
1. "Bullion"
2. "Olympic"
3. "Move Your Car"
4. "Killercrush"
5. "Friends 'til the End"
6. "The Story of My Life"
7. "Jellygoose"
8. "Replay"
9. "Vulcan Ears"
10. "Dr. Jackal & Mr. Hide"
11. "Softworld"
12. "Buzzer"
13. "Ace Frehley"
14. "Airhead"

## Listplaceringar
| Lista (1995-1996) | Topplacering |
| ----------------- | ------------ |
| Sverige           | 4            |